# Arbas
Arbas ist eine französische Gemeinde mit 285 Einwohnern (Stand 1. Januar 2022) im Département Haute-Garonne in der Region Okzitanien (zuvor Midi-Pyrénées). Die Einwohner werden als Arbasiens bezeichnet.

## Geographie
Die Gemeinde liegt im Comminges, 28 Kilometer südöstlich von Saint-Gaudens, am Fuße der Pyrenäen im Massif d’Arbas und am Fluss Arbas.
Nachbargemeinden sind: Montastruc-de-Salies, Fougaron, Herran und Chein-Dessus.

## Geschichte
Funde in der Grotte Pène-Blanque zeugen von einer prähistorischen Besiedlung des Gebietes. 
Im 11. Jahrhundert entstand eine Grundherrschaft, die dem Kloster in Longages unterstand. Seit 1311 gehörte die Herrschaft dem Ortsadel, lediglich die Pfarrstelle wurde noch vom Kloster bis zur Revolution besetzt. 

## Bevölkerungsentwicklung
| Jahr                       | 1962 | 1968 | 1975 | 1982 | 1990 | 1999 | 2006 | 2011 | 2017 | 2019 |
| -------------------------- | ---- | ---- | ---- | ---- | ---- | ---- | ---- | ---- | ---- | ---- |
| Einwohner                  | 254  | 213  | 166  | 180  | 158  | 186  | 241  | 234  | 263  | 268  |
| Quellen: Cassini und INSEE |      |      |      |      |      |      |      |      |      |      |

## Sehenswürdigkeiten
- Kirche Notre-Dame-de-la-Nativité, erbaut ab dem 12. Jahrhundert
- Schloss Gourgue, erbaut im 16. Jahrhundert
- Herrenhaus aus dem 17. Jahrhundert